# دایلینگن
دایلینگن (به آلمانی: Deilingen) یک شهر در آلمان است که در تاتلینگن واقع شده‌است. دایلینگن ۱٬۷۲۷ نفر جمعیت دارد.